# Pterolophia rigida
Pterolophia rigida là một loài bọ cánh cứng trong họ Cerambycidae.